# Drepanogynis dulcinaria
Drepanogynis dulcinaria är en fjärilsart som beskrevs av Felder 1874. Drepanogynis dulcinaria ingår i släktet Drepanogynis och familjen mätare. Inga underarter finns listade i Catalogue of Life.